# ۱۴۶ (میلادی)
۱۴۶ (میلادی) صد و چهل و ششمین سال تقویم میلادی است.

## رویدادها
- امپراتور هان هواندی از سلسله هان جانشین هان ژیدی می‌شود.

## درگذشتگان
‎